# Cailleach Corona
Cailleach Corona est une corona, formation géologique en forme de couronne, située sur la planète Vénus par -48° S et 88,3° E. Elle est localisée dans le quadrangle d'Aino Planitia. Elle a été nommée en référence à Cailleach, déesse écossaise de la fertilité. 

## Géographie et géologie
Cailleach Corona couvre une surface circulaire d'environ 125 km de diamètre. 